# 二毛烧鸡
二毛烧鸡又称大名二毛烧鸡，是河北邯郸地区汉族的风味传统名菜，中华老字号之一，邯郸十大名小吃之一，属于冀菜系。

## 起源
二毛烧鸡原名珍积成烧鸡，在清嘉庆十四年（1809年）直隶大名府（今河北大名县城内）由王德兴创始，因其乳名“二毛”，以及在煮烧鸡的锅里放有二个石猫，所以称为“二毛烧鸡”。现在已传于第七代传人王书林，二毛烧鸡味道鹹鲜醇香，风味独特。

## 評價
1966年，周恩来总理视察邯郸大名府时品尝二毛烧鸡，后赞不绝口。
二毛烧鸡还被评为“八大地方风味美食”，大名“二五八”之首。